# رويتشوفتسي
رويتشوفتسي (بالبلغارية: Руйчовци)‏ قرية تقع إدارياً ضمن مقاطعة غابروفو في بلغاريا. ويبلغ عدد سكانها 11 نسمة حسب تعداد 15 مارس 2015. تعتمد رويتشوفتسي للبريد على الرمز البريدي 5304.